# Torneo de Johannesburgo 2009
El SA Tennis Open (Torneo de Johanesburgo) fue un evento de tenis ATP World Tour de la serie 250, se disputó en Johannesburgo, Sudáfrica entre el 2 al 8 de febrero.

## Campeones
- Individuales masculinos:  Jo-Wilfried Tsonga  derrota a  Jérémy Chardy 6–4, 7–6(5)

- Dobles masculinos:  James Cerretani /  Dick Norman derrotan a

 Rik de Voest /  Ashley Fisher 6–7(7), 6–2, 14–12